# Універсітаріо (Сукре)
«Клуб Депорті́во Універсіта́ріо Сан-Франци́ско Хав'є́р» (ісп. «Club Deportivo Universitario San Francisco Xavier») або просте «Універсітаріо» — болівійський футбольний клуб із Сукре. Заснований 5 квітня 1961 року.

## Досягнення
- Чемпіон Болівії (2): 2008 А, 2014 К